# C.G. Jung-Instituut Zürich

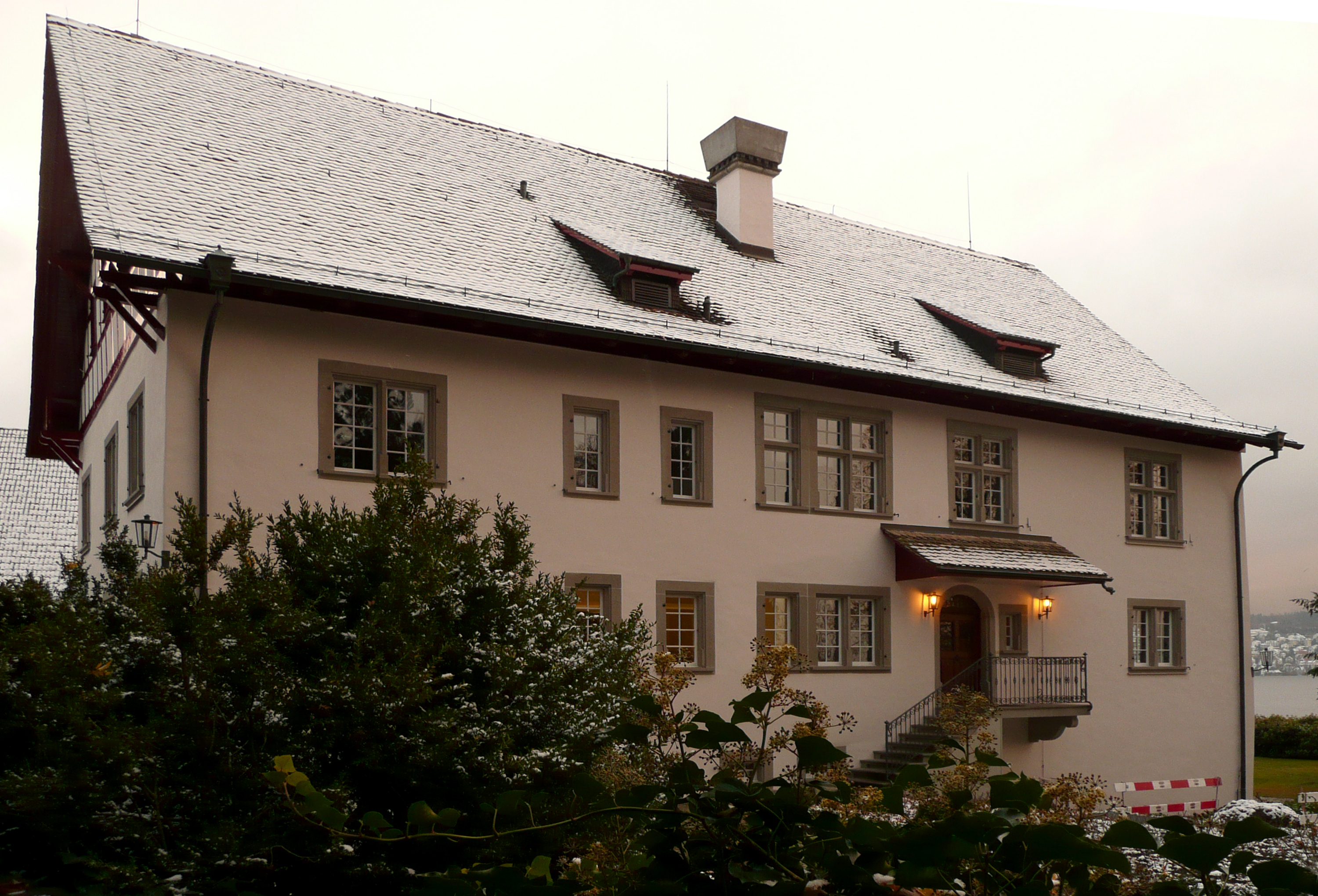
C.G. Jung-Instituut Zürich

Het C.G. Jung-Instituut Zürich is een psychoanalytisch en psychotherapeutisch instituut in Küsnacht in het kanton Zürich, Zwitserland. Het is in 1948 opgericht op instigatie van Carl Gustav Jung, de grondlegger van de jungiaanse psychoanalyse. Marie-Louise von Franz en Jolande Jacobi waren betrokken bij de oprichting en het vroege werk van het instituut. Carl Alfred Meier was de eerste voorzitter.  
Doelstelling van het instituut is training van jungiaanse psychoanalytici en psychotherapeuten, en onderzoek. Jung leidde het instituut tot 1961, het jaar van zijn dood. De lessen van Jung worden nog steeds verder ontwikkeld en aangevuld met de resultaten van het huidige onderzoek. Het instituut wordt tegenwoordig ook gebruikt als ontmoetingsplaats en conferentieoord. 
De bibliotheek van het instituut bevat ongeveer 15.000 boeken en tijdschriften die te maken hebben met de jungiaanse psychologie.
Er bestaan in de wereld verschillende andere organisaties met de naam C.G. Jung-Instituut, onder andere in Los Angeles. In Nijmegen bestaat het Jungiaans Instituut.